# Jesus Culture
Jesus Culture (en español "Cultura de Jesús") es un ministerio de alcance juvenil Cristiano internacional cristiano que se formó en Bethel Church of Redding, California. El Ministerio Jesus Culture organiza conferencias y opera un sello discográfico Jesus Culture Music, por medio de la cual promueve su mensaje cristiano a través de la música de adoración. En 2013, Jesus Culture se mudó para plantar una iglesia en Sacramento. Las reuniones comenzaron el 14 de septiembre de 2014. Su notoriedad y popularidad, particularmente entre los jóvenes, ha sido referida con un "impacto viral internacional."

## Música
Jesus Culture Music es el sello de música para el Ministerio de Jesus Culture, la banda de adoración de la congregación. Sus álbumes incluyen una mezcla de canciones y versiones de canciones originales.
El grupo musical, de nombre homónimo, está actualmente conformado por Chris Quilala, Kim Walker-Smith, Jeffrey Kunde, Ian McIntosh, Josh Fisher, Brandon Aaronson y Skyler Smith (esposo de Kim Walker Smith). En sus propias palabras, su objetivo es "encender un avivamiento en las naciones de la tierra... compeler al Cuerpo de Cristo a dedicarse radicalmente a un estilo de vida de adoración... y encontrar su amor extravagante y fuerza abrumadora".
Desde el 2006, la banda ha lanzado una serie de álbumes con la etiqueta de Jesus Culture Music. Su álbum de 2011, Awakening: Live From Chicago, llegó al puesto número 73 de la lista 200 de Billboard, apareció en el puesto 133 en las listas de SoundScan canadienses  y recibió una crítica positiva por parte de Christianity Today. Su álbum "Emerging Voices" (2012) alcanzó el puesto no. 132 en la lista 200 de Billboard, y su álbum Jesus Culture with Martin Smith: Live from New York (2012) debutó con el número 7 en las lista Billboard de música cristiana.

## Discografía
- Everything (2006)
- We Cry Out (2007)
- Here Is My Song (2008)
- Those Who Dream (2008)
- Your Love Never Fails (2008)
- Consumed (2009)
- Here Is Love (With Bethel Music) (2009)
- Marked By Heaven (2009)
- My Passion (EP) (2010)
- Come Away (2010)
- Encounter Live (With Jake Hamilton) (2010)
- Awakening (Live from Chicago) (2011) No. 133 CAN[5]
- Emerging Voices (2012)
- Live from New York (2012)
- Still believe (Kim Walker-Smith) (2013)
- Reconstructed Vol.1(2014)
- Unstoppable Love (2014)
- This Is Jesus Culture (2015)
- Esto Es Jesus Culture (2015)
- Let It Echo (2016)

- Love has a Name (Live) (2017)

- Living with a Fire (2018)